# ラプラスの魔 (コンピュータゲーム)
『ラプラスの魔』（ラプラスのま、DIABLE DE LAPLACE）は、1987年7月4日にハミングバードソフトより発売されたPC-8801mkIISR用ロールプレイングゲーム。『ゴーストハンターシリーズ』の第1弾。クトゥルフ神話のうちの一つでもある。
1920年代のアメリカ合衆国を舞台としており、奇怪な事件が続発していたニューカムの街に建つウェザートップ館の謎を解く事を目的としている。
同年にPC-9801に移植された他、1989年にMSX2/2+/R、1990年にX68000、1993年にPCエンジンSUPER CD-ROM²、1995年にスーパーファミコンにそれぞれ移植された。
パソコン版は後にWindows用ソフトとしてプロジェクトEGGにて復刻されており、2014年にX68000版、PC-8801版、2016年にPC-9801版が配信されている。

## 概要
当時としては珍しい、ファンタジーではなくホラーをテーマとしたロールプレイングゲーム。ハミングバードソフトによる「ゴーストハンターシリーズ」の第1弾作品だが、当初よりシリーズだと告知されていたにもかかわらず、続編の『パラケルススの魔剣』（1994年）の発売まではかなり間が開くことになった。
戦闘中にモンスターの写真を撮影し、それを町で売ることで金を得るというシステムを採用している。レベルアップは、町で経験点を金のように消費することで行う。また、レベルアップによる基礎能力値の上昇と「スキル」の獲得は分離されており、スキルは経験点と金のどちらかで（どちらを消費するかはプレイヤーが任意に選べる）レベルとは別個に「購入」する。
戦闘には物理戦闘と精神戦闘という属性の概念があり、物理と精神のどちらかしか通用しない相手も多数存在する。物理戦闘では物理攻撃を受けるとHPが失われ、精神戦闘では精神攻撃を行うか敵から精神攻撃を受けるとMPが失われる。物理戦闘は剣や銃などの武器によって行われ、精神戦闘は霊能者の持つ超能力や、科学者の操る「機械」によって行われる。HPがゼロになったキャラクターは死亡し、MPがゼロになったキャラクターは発狂する。発狂した際の処理は移植バージョンによって異なっており、PC-8801版では操作不能になる一方、SFC版では発狂したキャラクターを逆用した特殊なゲーム攻略法も存在する。発狂したプレイヤーキャラクターは死亡している訳ではなく、教会による治療や特定のイベントで発狂状態から回復可能であるが、行動不能なためその状態から更にHPを失い命までをも失う危険性も残る。ただし敵を発狂させた場合にはそれは死亡と同義となる。
パーティー編成においては職業のバランスが攻略要素に関わり、特定の条件を持つメンバーがパーティーにいなければ打開できない謎も存在する。プレイヤーにおいては、死や発狂の他、キャラクターそのものが喪失してしまう罠も存在する。特定の場所で必ず現れるモンスターも存在し、イベント要素も多い。冒険の舞台は3Dダンジョンになっており、向き（東西南北）の要素もあるが、向きを回転させられる罠も存在する。敵が強力なだけでなく謎解きが複雑なため難易度が高く、PC-8801版発売当時、『コンプティーク』では、付録などを通して半年にわたって本作に関する攻略特集が組まれた。
コンシューマー版は2機種それぞれでアレンジがされているが、スーパーファミコン版ではダンジョンが2D化したり、自作キャラクターではなく小説版のキャラクター固定になるなど、謎解き要素が若干簡易化されている。PCエンジン版には後述する小説版の導入部を再現したオープニングビジュアルが付加され、草壁の声を塩沢兼人、老人の声を天本英世が演じた。またPCエンジン版は発売に先行して、正式なものではない簡易マニュアル（製品版マニュアルをページ順に大判の紙へコピーしたもので、中綴じにするなどのブックレット体裁は採られていなかった）を付属し冒頭部のみプレイできる体験版的なバージョンも非常に少数ではあるが販売された。

## ゲーム内容
192X年のアメリカ東部にある片田舎であるニューカムの街。その街では「ウェザートップ館」という名の古めかしい屋敷で起こる幽霊騒動が話題となっていた。プレイヤーは噂を聞いて集まってきた様々なキャラクターによって編成された探索者を操り、幽霊屋敷に隠された謎に迫る。
最初に館に入った直後に入り口の鍵がかけられ、鍵の解除方法を見つけ出すまでは街に戻れなくなるなど、随所に謎解きが用意されており、単純に敵と戦っているだけではクリアできない作りとなっている。

### キャラクター
基本的にプレイヤーが作成するキャラクタ（プレイヤーキャラクター）と用意されたイベントなどでパーティーに加わるキャラクタ（イベントキャラクター）が存在する。キャラクターメイキングシステムは単純にキャラクターを作成するだけではなく年齢を進めることである程度経験を積むことが可能。年齢が上がれば能力値が上がったり新たなスキルを習得することがあるが、あまり歳を取ると逆に能力が衰えてくる。
コンシューマー版では小説版のキャラクターでプレイする。
基本的にイベントキャラクターは、プレイヤーキャラクターと区別され、操作することが出来ない。そのため、パーティのプレイヤーキャラクターが全員死亡等で行動不能となると、パーティー全滅となる。
酒場で雇うイベントキャラクターは、冒険の途中で逃げ出すこともあり、また冒険途中で出会うイベントキャラクターは、イベント達成でパーティを離れてしまうため、持っているアイテム等を失う場合がある。また、イベントキャラクターと見せかけたモンスター「ドッペルゲンガー」も存在する。

### ニューカムの街
ホテル
データをセーブする。モンスターの写真を売ることができる。
酒場
キャラクターが19歳以上であれば、酒をアイテムとして買うことができる。情報を得たり、ギャンブル（ブラックジャック）を行うことができる。
武器屋
武器の売買ができる。
道具屋
医療箱、護符、カメラ、フィルムなどアイテムを売買できる。
占師の店
レベルアップとスキルアップを購入できる。
図書館
アイテムやゲームのヒントを購入できる。
教会
死、発狂などのステータス異常を回復できる。ただし失敗して遺体が灰になりキャラクターを喪失（半額は返ってくる）したり、回復の際に歳を取ることがある。
幽霊屋敷
冒険の入り口となる場所。五芒星を経由して城へ移動する。

### 職業
探偵
殴ったり銃を使ったりといった物理攻撃が得意なキャラクター。戦闘関係のスキルのほか、尋問・捜索・交渉なども獲得が容易。HPの成長が著しい反面MPの伸びは少なく、終盤は厳しい職業だが「尋問」が得意なために外すことができない。
霊能者
精神攻撃が得意なキャラクター。物理攻撃が効かない相手に強い。アイテムを使った特殊なスキル獲得を除けば、精神戦闘スキルを獲得できる唯一の職業。精神戦闘能力は科学者の「機械」を遥かに凌駕する威力を誇るものの、行使には自身のMPを消費する諸刃の剣。HPは殆ど伸びないが、MPの成長は著しい。ちなみに武器は最弱であるナイフすら装備することができない。
ジャーナリスト
戦闘中はあまり役に立たないが、遭遇した怪物の写真を撮影することでパーティの収入源となる。本作では敵を倒しても金はもらえないので、必須キャラクター。捜索や交渉のほか、一応戦闘関係のスキルを習得することも可能で、写真を撮影した後にカメラを銃に持ち替えて戦闘に参加することもできる。基礎能力値の伸びはそこそこ。
科学者
「機械」を使用した精神戦闘が行える。HPの回復が得意で、他にも一応戦闘系のスキルが習得可能。移植バージョンによっては様々な効果のある発明品を作成できる。「機械」も、オリジナル版では精神戦闘及び精神防御しか行えないが、SFC版では部品を交換することで様々に効果を変えることができる。
ディレッタント
アイテムの鑑定ができる「謎解き」を習得できる。捜索系や回復系のスキルのほか、一応戦闘関係や機械操作などのスキルも習得できる。MPの伸びが割と優秀。好事家の名の通り幅広い範囲で活躍できるものの器用貧乏になりやすく、目論み通りの強化には金のかかる職業。

### スキル
占師の店で購入する。職業によって半額で取得出来るスキルが存在する。
武器（剣）
剣や斧などを使った戦闘を支援するスキル。レベルが上がると複数回攻撃も可能になる。レベルによる攻撃回数の増加具合は武器ごとに設定されている。
武器（銃）
銃器を用いた戦闘を支援するスキル。レベルが上がると複数回射撃も可能になる。
格闘
素手での戦闘を支援するスキル。
捜索
トラップやシークレットドアなどの捜索を支援するスキル。
医療手当
医療箱を使ったHP回復を支援するスキル。レベルが上がるごとに回復量が増える。
機械操作
機械を使った精神戦闘を支援するスキル。レベルが精神戦闘におけるポイントレベルに相当する。精神防御も可能であり、パーティーの一部または全員の防御が出来る。
交渉
フィールドで出遭った相手と会話する為のスキル。レベルが上がるとワンダリングモンスターとも交渉出来るようになる。戦闘を回避したり情報を引き出したり、降伏を成功させたりするのに必要。
写真
写真撮影を支援するスキル。レベルが上がるごとにピンボケの可能性が下がる。
尋問
戦闘で降伏した敵の尋問を支援するスキル。このゲームでは、敵のアイテムドロップは基本的に尋問の成功によってしか発生しないので、非常に重要なスキル。
謎解き
アイテムの鑑定や図書館での情報集めを支援するスキル。
心理療法
護符によるMPの回復を支援するスキル。レベルが上がるごとに回復量が増える。医療箱と違い、護符は心理療法のスキルが1以上なければ使用することが出来ない。
精神戦闘
精神戦闘を支援するスキル。霊能者以外の職業でもアイテム「魔導書」により習得が可能。レベルが上がるごとに使用可能なポイントレベルの上限が増える（レベルの3倍＋1ポイント）。最大で28ポイントレベルの行使が可能になる。精神攻撃時には使用ポイントレベルの5倍のMPを消費する。バックファイヤーを起こす危険があり、その場合は味方に精神攻撃が降りかかる。
精神捜索
霊視を支援するスキル。何かがあることを自動的に察知できる。ただし具体的に知るには捜索をしなくてはならない。レベルが上がるとトラップやシークレットドアを発見する確率が上がる。
精神移動
五芒星やアイテムによる転移を支援するスキル。レベルが上がるごとに消費MPが少なくなって行き、最大まで上げるとMPを消費しなくなる。最低限1レベル以上なければ、転移先を選ぶことすら出来ない（館と城1Fの往復固定）。
精神防御
他と異なり購入してレベルアップする形式のスキルではないが、すべての職業において敵からの精神攻撃を防御するスキルがある。基本的には自分自身のみの防御であるが、霊能者の精神防御か機械操作は例外で他人またはパーティー全員の防御が出来る。

## 登場キャラクター
声優はPCエンジン版のもの。
草壁 健一郎（くさかべ けんいちろう）
声 - 塩沢兼人
霊能力者。特殊キャラクター。プレイヤーが探索を開始する前に、父親の古い友人であるベネディクトに会うためにニューカムに現れ、ウェザートップ館に向かうが消息を絶つ。
探索の最中に某所で仲間に加えることが出来る。強力なキャラクターだが、NPC扱いなのでプレイヤーキャラクターが全員戦闘不能になった時点でパーティは全滅してしまう。歳を取らない。彼を発見しなくともゲームはクリア出来るが、彼がパーティに加わっている状態だと最終ボスのパラメーターが下がるという恩恵が得られる。
ベネディクト・ウェザートップ
声 - 佐藤正治
町の人々から敬遠されている館の主。母親が病死してからおかしくなり、何年も前から姿を消している。
アレックス・クイン
声 - 田中和実
探偵。ウェザートップ館で起きた行方不明事件の調査をしている。
モーガン・ディラン
声 - 山崎和佳奈
ジャーナリスト。ウェザートップ館を取材するためにニューカムを訪れた。
ラモント・ブラックウッド
声 - 田中亮一
神秘学研究家（ディレッタント）。オカルトや魔術の研究をしている。
ビンセント・ホフマン
声 - 小林通孝
科学者。新しく開発した心霊機械の実験をウェザートップ館で行おうとしている。
ディック・オーガスト
声 - 平野正人
霊能力者。ウェザートップ館に潜む悪霊を退治するためにニューカムを訪れた。小説版ではインチキ霊能者だが、ゲームでは本物の霊能力を持つ。
クライブ・ゴードン
声 - 小林俊夫
プレイヤーが探索を開始する前にウェザートップ館に向かって消息を絶った4人組の1人。他の3人とは異なり生存している。
老人
声 - あずさ欣平
ニューカムに現れた草壁にベネディクトの事を詳しく教えた。
酒場の親父
声 - 矢田耕司

王女カサンドラ
声 - 萩森侚子

エイミー・エンフィールド
声 - 嶋方淳子
無残に殺された2人の子供とウェザートップ館に行き、行方不明となった少女。
皇帝ラプラス
声 - 天本英世

ナレーション
声 - 天本英世
※協力：青二プロダクション

## 移植版
| No. | タイトル     | 発売日         | 対応機種                | 開発元                           | 発売元               | メディア                          | 型式      | 備考            |
| --- | ------------ | -------------- | ----------------------- | -------------------------------- | -------------------- | --------------------------------- | --------- | --------------- |
| 1   | ラプラスの魔 | 1987年7月      | PC-9801                 | ハミングバードソフト             | ハミングバードソフト | フロッピーディスク                | -         |                 |
| 2   | ラプラスの魔 | 1989年4月15日  | MSX2/2+/R               | ハミングバードソフト             | ハミングバードソフト | 3.5インチ2DDフロッピーディスク    | -         |                 |
| 3   | ラプラスの魔 | 1990年12月21日 | X68000                  | ハミングバードソフト             | ハミングバードソフト | 5インチ2HDフロッピーディスク3枚組 | -         |                 |
| 4   | ラプラスの魔 | 1993年3月30日  | PCエンジンSUPER CD-ROM² | ヒューマンクリエイティブグループ | ヒューマン           | CD-ROM                            | HMCD2005  |                 |
| 5   | ラプラスの魔 | 1995年7月14日  | スーパーファミコン      | ビック東海                       | ビック東海           | 16メガビットロムカセット          | SHVC-ADLJ |                 |
| 6   | ラプラスの魔 | 2014年4月8日   | Windows                 | ハミングバードソフト             | D4エンタープライズ   | ダウンロード （プロジェクトEGG）  | -         | X68000版の移植  |
| 7   | ラプラスの魔 | 2014年8月5日   | Windows                 | ハミングバードソフト             | D4エンタープライズ   | ダウンロード （プロジェクトEGG）  | -         | PC-8801版の移植 |
| 8   | ラプラスの魔 | 2016年7月26日  | Windows                 | ハミングバードソフト             | D4エンタープライズ   | ダウンロード （プロジェクトEGG）  | -         | PC-9801版の移植 |

## スタッフ
PC-8801版
- 原作：安田均
- 音楽：小坂明子
- アシスタント・音色：松下一也

MSX版
- 制作協力：SAY SOFT、Bio Notes Studio
- 監督：松尾光泰

X68000版
- 原作：安田均
- 音楽：小坂明子（作曲）、風水嵯峨（編曲）
- プログラム：吉岡加寿彦
- サウンド&SE：石井修一郎
- グラフィック：井上由香
- プログラムサポート：鶴田真一、早田和俊、桂秀則
- グラフィックサポート：松岡剛志
- マニュアル&パッケージ：友永みどり、早田和俊、安田哲夫、石田香里、トマソン片山
- 監督：鶴田真一、松尾光泰

PCエンジン版
- 原作：安田均（グループSNE）
- 脚本：安田均（グループSNE）、下村家恵子（グループSNE）
- 監督・演出・進行：佐野寛
- 撮影・編集・技術：春名弘、松井裕、赤川紳史、伊藤竜一、生山正明、山田国広
- 作画監督：小野崎武
- 美術監督：芦田純之
- 背景：芦田純之、石坂明彦、小野崎武、神崎ひろこ、須山潔、田井悟、田村季章、山岸正美
- 動画：石坂明彦、太田隆、寺尾光夫、並木崇、山岸正美
- モンスターデザイン：石坂明彦、太田隆、寺尾光夫、並木崇
- 音響製作：HELP
- 協力：（株）リアル、山本弘（グループSNE）、村川忍（グループSNE）、竹嶋一博、中沢哲也、高橋淳、山下研史、高橋信哉
- プロデューサー：飯田和憲
- 製作：ヒューマンクリエイティブグループ

スーパーファミコン版
- 原作：安田均
- キャラクターデザイン：弘司
- 音楽：小坂明子
- ディレクター・企画：しらかわごう
- プログラム：あーさー
- モンスターグラフィック・スプライトキャラグラフィック：おかざきゆたか
- バックグラウンドグラフィック、戦闘背景グラフィック：H・K
- サウンドプログラム：YET11（吉沢務）
- シナリオプログラム：YOME、いまにししゅうじ、YET11（吉沢務）
- スペシャル・サンクス：とものんのじょうゆきひさ、AGAX、OHTORII MANIA

## 評価
PC-8801版
ゲーム専門のニュースサイト『4Gamer.net』のgingerは、プロジェクトEGGで配信されたPC-8801版について、「単に敵が手ごわいだけでなく、謎解きも難しいが、不気味な館の謎を一つずつ解明するホラーな雰囲気は優れており、ゲームシステムも世界観と合っている」と難易度の高さを指摘しつつも概ね肯定的に評価した。
PCエンジン版
ゲーム誌『ファミコン通信』の「クロスレビュー」では7・7・7・7の合計28点（満40点）、『月刊PCエンジン』では75・80・85・80・80の平均80点（満100点）、『電撃PCエンジン』では70・45・75・90の平均70点（満100点）、『PC Engine FAN』の読者投票による「ゲーム通信簿」での評価は以下の通り21.70点（満30点）。また、この得点はPCエンジン全ソフトの中で187位（485本中、1993年時点）となっている。同雑誌1993年10月号特別付録の「PCエンジンオールカタログ'93」では、「幽霊屋敷で起こる数々の怪事件を解明するため、恐怖の屋敷に足を踏み入れていくというストーリーの、3DダンジョンRPG。出てくる敵も、亡霊や巨大な昆虫など、気味の悪いものばかり。美しい画面が、不気味さをいっそうひきたてている」と世界観や演出面に関して肯定的なコメントで紹介されている。
| 項目 | キャラクタ | 音楽 | 操作性 | 熱中度 | お買得度 | オリジナリティ | 総合  |
| 得点 | 3.29       | 3.82 | 3.35   | 3.71   | 3.76     | 3.76           | 21.70 |

スーパーファミコン版
ゲーム誌『ファミコン通信』の「クロスレビュー」では8・7・6・5の合計26点（満40点）、『ファミリーコンピュータMagazine』の読者投票による「ゲーム通信簿」での評価は以下の通り18.8点（満30点）。
| 項目 | キャラクタ | 音楽 | お買得度 | 操作性 | 熱中度 | オリジナリティ | 総合 |
| 得点 | 3.4        | 3.2  | 3.0      | 3.0    | 3.4    | 2.9            | 18.8 |

## 関連作品

### 小説版
『ラプラスの魔』イラスト：結城信輝（1988年、角川文庫）ISBN 978-4044601010
安田均が原案、山本弘が執筆。これが山本の長編デビュー作となる。基本的な設定はゲーム版に基づいているが、探索者として小説版オリジナルの登場人物たちが主人公となっており、後に出たコンシューマーゲーム版や『パラケルススの魔剣』では自作キャラクターの代わりに主人公となっている。また、クトゥルフ神話とリンクするシーンも多い。
『ゴーストハンター ラプラスの魔』 イラスト：弘司（2002年、角川スニーカー文庫）ISBN 978-4044601102
『ラプラスの魔』の新装版。あとがきによれば、修正は最小限にとどめたとのこと。
『ゴーストハンター ラプラスの魔 【完全版】』（2014年、KADOKAWA/富士見書房）ISBN 978-4040702452
下記の外伝『死のゲーム』を収録した再新装版。

『ラプラスの魔外伝 死のゲーム』LOGOUT ノベルスペシャル（1993年）
ウェザートップ館で遊んでいた子供たちが惨殺・行方不明となった事件を描いた短編。当初は小説版のプロローグとして書かれたが、推敲の過程で削除された部分が外伝として発表された。雑誌掲載から21年後に発売された『【完全版】』が初の単行本収録となる。

#### 小説版登場人物
モーガン・ディラン
当時としては珍しい女性新聞記者（ジャーナリスト）。その職業にふさわしく、進歩的かつ行動的な女性。名前はペンネームであり、本名はジュリエッタ。
アレックス・クイン
元警官の探偵。行方不明となった少女の父より依頼を受けて屋敷を訪れた。
ビンセント・ホフマン
変わり者だが優秀な青年科学者。発明によって産まれた特許権などをメーカーに売り込んでおり、その収入で暮らしている。自作の発明品で幽霊騒動を検証するため館を訪れた。
ジョアンナ・サリバン
黒髪の美女。本業はモデルだが霊能者であり、失踪した恋人を追い求めて、夢で霊視した館を訪れる。
ラモント・ブラックウッド
神秘学研究家（ディレッタント）。学はあるが、女性を蔑視したり有色人種を差別視したりといった古い考え方に凝り固まった人物。
ディック・オーガスト
インチキ霊媒師。ハリー・フーディーニによって舞台上でインチキが暴かれ人気が急落。今回の事件を利用して人気を取り戻そうともくろむ。
草壁 健一郎
東洋人の魔術師。事件が起こるしばらく前にウェザートップ館を訪れたが、そのまま消息を絶っていた。
ベネディクト・ウェザートップ
ウェザートップ館の主で魔術師。自分の母親を生き返らせることを目的に、禁断の魔術に手を出し行方不明となる。
ピエール＝シモン・ラプラス
物語後半で登場する「もう一つの世界」の支配者。ナポレオンのヨーロッパ征服を助け、その死後に起こった後継者争いをうまく立ち回ることでフランス帝国の皇帝となる。
名前無きもの
「名状しがたきもの」とも呼ばれる。ラプラスによって遥か深遠の宇宙より召喚された超越的パワーを持つ魔物であり、クトゥルフ神話のハスター。現実に出現したラプラスの魔であり、「もう一つの世界」は彼が視ている夢であるため、この世界のラプラスはそれを通じて未来の出来事を予知することが出来る。

### 漫画版
1989年に発刊された、MEIMUによる漫画版。レーベルは角川書店のコンプコミックス。

### ゲームブック版
1987年に発刊された、下村家惠子・作、安田均・監修によるゲームブック版。編集はアスキー出版局。
地図と本を組み合わせてプレイする形式で、ゲームシステムは安田均が考案した。テーブルトークRPGのソロシナリオ的な側面を持つ。巻末には切り取って使う「死者の間」（死亡したキャラクターシートの保管場所）が掲載されており、これがゲーム進行上、意味を持つ。
システムやストーリーは高度に練り込まれており完成度の高い作品ではあるが、マップと本の両方で誤記や段落ナンバーが脱落した箇所が多数に上り、まともにプレイすることは不可能な代物になってしまった。
他のバージョンに比べてホラーやグロテスクやオカルト色が強く、PC版ですら不気味な恐怖感に満ちていたがゲームブック版はそれ以上であり、総じて大人向けの雰囲気となっている。

### テーブルトークRPG
本作の続編『パラケルススの魔剣』のに先駆けて、テーブルトークRPG専門誌『LOGOUT』（アスキー）誌上で、『パラケルススの魔剣』の小説、コンピュータゲーム、テーブルトークRPGによるメディアミックス企画がスタートし、1994年にはコンピュータゲーム版、ノベライズ版、テーブルトークRPG『ゴーストハンターRPG』が発売された。

## 関連書籍
- PC-9801ゲームリバイバルコレクション（2004年4月25日、角川書店 ISBN 978-4047071360）

## シリーズ作品
- パラケルススの魔剣（1994年、パソコン）
- 黒き死の仮面（1994年、3DO）